# Соареш, Эйнел
Эйне́л Доми́нгуш Ли́ма Соа́реш (порт. Eynel Domingos Lima Soares; род. 12 января 2000, Сан-Висенти, Острова Барловенто) — кабовердинский футболист, полузащитник клуба ЛНЗ.

## Клубная карьера
Проявил себя на родине Кабо-Верде, благодаря чему перешёл в «Брагу», которая перевела его в молодёжную команду.
26 апреля 2018 года «Брага» объявила о подписании 5-летнего соглашения с кабо-вердинцем, которое вступало в силу со следующего сезона. На профессиональном уровне дебютировал за «Брагу В» 12 августа 2018 года в проигранном (0:2) выездном поединке второго дивизиона Португалии против «Пасуш де Феррейра». В общей сложности за резервную команду «Браги» в чемпионате Португалии провёл 4 поединка.
28 января 2022 года присоединился к клубу «Тренчин» с чемпионата Словакии. В футболке нового клуба дебютировал 19 февраля 2022 года в ничейном (0:0) выездном поединке 21-го тура Суперлиги против трнавского «Спартака». Соареш вышел на поле на 65-й минуте вместо Адама Тичного. Первым голом за команду из одноименного города отличился 30 апреля 2022 года на 75-й минуте победного (5:2) домашнего поединка 8-го тура плей-офф на выбывание Суперлиги Словакии против «Татрана». Эйнел вышел на поле на 69-й минуте вместо Адама Тичного. В общей сложности в чемпионате Словакии сыграл 60 матчей (9 голов), еще 9 поединков (1 гол) провёл в кубке Словакии.
10 марта 2024 года в СМИ появилась информация о переходе Эйнела Соареша в ЛНЗ. Два дня спустя стало известно, что Эйнел перешел в черкасский клуб. По данным интернет-портала Transfermarkt сумма отступных составила 250 000 евро. В футболке ЛНЗ дебютировал 23 марта 2024 года в проигранном (1:2) домашнем поединке 17-го тура Премьер-лиги Украины против «Миная». Эйнел вышел на поле на 46-й минуте вместо Геннадия Пасича.

## Карьера в сборной
В футболке молодёжной сборной Кабо-Верде дебютировал 30 января 2019 года в проигранном (0:3) выездном товарищеском матче против сверстников из Португалии. Эйнел вышел на поле в стартовом составе, а на 73-й минуте его заменил Угу Кардозу.